# Grzegorz Napieralski

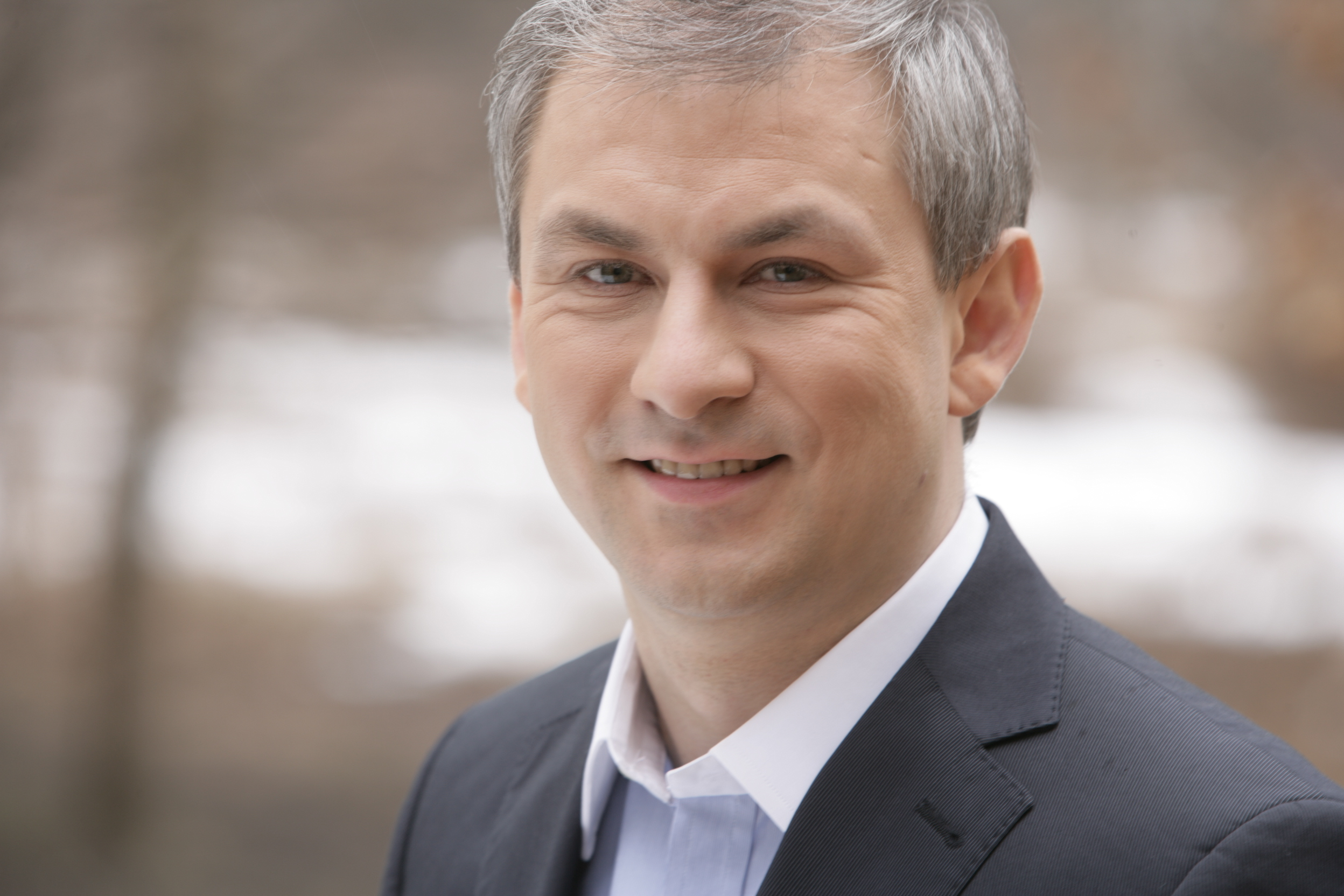
Grzegorz Napieralski (2010)

Grzegorz Bernard Napieralskiⓘ (* 18. März 1974 in Stettin) ist ein polnischer Politiker, seit 2004 Abgeordneter des Sejms in der IV., V. und VI. Wahlperiode und zwischen 2008 und 2011 Vorsitzender des Bundes der Demokratischen Linken (SLD). Bei den Parlamentswahlen 2015 wurde er auf der Liste der liberalkonservativen Platforma Obywatelska (PO) in den Senat gewählt.

## Ausbildung
Der Sohn eines Funktionärs der Polnischen Vereinigten Arbeiterpartei studierte Politologie an der Universität seiner Heimatstadt Stettin. Im Studium, das er im Jahr 2000 mit dem Magistergrad abschloss, spezialisierte er sich auf die Integration Polens in die Europäische Union.
Während des Studiums arbeitete er vorübergehend als Graphiker in einem Betrieb in Stettin sowie in der Werbeabteilung der Firma Reemtsma Polska. 1999 fand er eine Anstellung im Woiwodschaftsamt von Westpommern in Stettin. 

## Politische Karriere
Nachdem er von 2002 bis 2004 die SLD im Stadtrat von Stettin vertreten hatte, wurde er bei den Parlamentswahlen 2005 als Kandidat des Bundes der Demokratischen Linken in den Sejm gewählt. 2007 konnte er sein Mandat verteidigen. Er wurde in die Sejm-Kommission für Nationale und Ethnische Minderheiten berufen.
Napieralski wurde zudem am 29. Mai 2005 der Generalsekretär des SLD. Am 31. Mai 2008 setzte er sich überraschend in einer Kampfabstimmung gegen Wojciech Olejniczak durch und wurde zum Vorsitzenden der Partei gewählt. Am 22. April 2008 wurde er Mitglied der neugegründeten Fraktion Lewica.
Am 22. April 2010 gab Napieralski seine Kandidatur bei den Wahlen zum Amt des Präsidenten der Republik Polen bekannt, die aufgrund des Tods Lech Kaczyńskis beim Flugunfall von Smolensk 2010 vorgezogen stattfanden. Bei der ersten Wahlrunde am 20. Juni 2010 erreichte er 13,7 % der Stimmen und lag nach Bronisław Komorowski und Jarosław Kaczyński an dritter Stelle. Bei der erforderlichen Stichwahl am 4. Juli 2010 trat er damit nicht an. Er trat am 10. Dezember 2011 aufgrund des schlechtesten Ergebnisses in der Geschichte seiner Partei bei der Parlamentswahl 2011 vom SLD-Vorsitz zurück.
Sein Nachfolger wurde der frühere ZK-Sekretär, Ministerpräsident und SLD-Chef Leszek Miller. In den folgenden Monaten kritisierte Napieralski diesen wiederholt öffentlich, er warf ihm vor, die Partei autoritär zu führen und dabei immer wieder Parteistatuten zu verletzen. Er forderte sogar die Absetzung Millers durch ein Parteigericht. Doch Miller setzte sich in dem mehr als drei Jahre währenden Konflikt durch, am 27. Juni 2015 trat Napieralski aus der SLD aus.
Napieralski gründete mit anderen ehemaligen Linkspolitikern die neue Partei „Die Weiß-Roten“ (Biało-Czerwoni), die sich als „sozialliberal“ definierte. Da die „Weiß-Roten“ aber nicht genügend Unterschriften sammelten, um für die Parlamentswahlen 2015 zugelassen zu werden, nahm er das Angebot an, sich auf der Liste der liberalkonservativen Platforma Obywatelska (PO) um ein Mandat für den Senat zu bewerben. Er wurde am 25. Oktober 2015 zum Senator des Wahlkreises Świnoujście gewählt.